# 祖海尔
祖海尔·本·艾比·苏勒玛（阿拉伯语：‎，约520年—约609年），阿拉伯贾希利叶时期诗人。他出生在一个诗歌世家，父亲、继父、舅舅和两个儿子都是诗人。祖海尔的创作态度十分严谨，诗句都经过反复修改，长诗往往一年才完成，有“诗奴”之称。其代表作《悬诗》描写海利姆和哈里斯以3000匹骆驼结束一场旷日持久的战争的故事，表达了和平主义的理想，诗中一些格言、警句流传广泛。

## 生平
祖海尔生于麦地那附近的纳季德，属于穆宰奈部落。其父拉比尔与艾脱芳部落的恩姆·阿慕尔结婚，祖海尔的舅舅柏萨迈是那个部落里一位颇有名望的诗人。祖海尔从小就受到舅舅良好的教育，之后又师从继父奥斯·本·哈吉尔。他结了2次婚，第二任妻子凯柏莎为其生了两个后来成为诗人的儿子。后来祖海尔投靠大贵族海利姆·本·色南，为他献了不少诗，也因此得以过上富裕生活。97岁那年，祖海尔逝世，他一生提倡宽容仁爱，一些史家根据他诗中透出的一神教思想，认为他是基督徒。

## 创作
祖海尔的诗歌奉行理智，但并不是强调逻辑和哲理，而是提倡一种实际的生活方式——要求保持持重和冷静。他的诗歌往往反复推敲、字斟句酌，搜集素材耗去他不少时间，因而写出来的诗称为“豪里亚特”（“年诗”）。这些诗句涵义浅显，不用复杂的隐喻，然而缺乏对内心情感的表达。祖海尔热衷于调解部落社会关系，比如，当海利姆·本·色南和哈里斯·本·欧福调解了阿布斯和祖布延两部落的冲突后，他立刻写诗颂扬。他也颂扬了霍士奈的仗义疏财。爱情在他的诗中只是宣扬改良主义的手段。他的讽刺诗也颇具条理，被称为“诗人法官”。
祖海尔继承了继父奥斯的遗产，把阿拉伯语诗歌中的描写推向了新的高度。他的描写细腻而有层次，给予具体与抽象的对象以同等地位。他善于运用拟人手法，将对象变成贝都因人易于理解的东西。比如，他用动物多产而且每次产两胎来比喻战争的后果，用磨子磨粮食来比喻战争危害，以富庶土地歉收来比喻战争造成的损失。他喜欢用现在式的动词，表现将来及过去，充满动感，完整清晰。
祖海尔在80岁时写下的一首悬诗是其代表作，共64行。之前阿布斯和祖布延部落因赛马胜负之事，酿成40年的流血冲突，终因海利姆和哈里斯以3000匹骆驼抚恤死难者家属，方告结束。诗的开头是传统的“纳西布”——阿拉伯式的起兴。之后写茫茫沙漠中的美丽女子，第三段转入正题：赞美两位仁人的义举。第四段则提出呼唤和平的训诫：“战争带来的只有祸患，使你们一贫如洗”。最终一段做出总结，感叹人生无常，提倡仁义、勇敢、诚实的品格。